# Parupeneus crassilabris
Parupeneus crassilabris es una especie de peces de la familia Mullidae en el orden de los Perciformes.

## Morfología
• Los machos pueden llegar alcanzar los 35 cm de longitud total.

## Distribución geográfica
Se encuentra desde el este del Índico hasta Fiyi, Tonga e Islas Carolinas.

## Hábitat
Es un pez de mar.